# Calvin Graham
Calvin Leon Graham (n. 3 aprilie 1930 - 6 noiembrie 1992) a fost un cetățean din SUA, devenit cunoscut pentru faptul că fost cel mai tânăr militar american care a luptat în cel de-al Doilea Război Mondial.
Avea doar 12 ani când s-a înrolat în Forțele Navale ale SUA.
A fost recompensat Steaua de Bronz și cu Inima Purpurie, înainte ca autoritățile să afle vârsta sa reală.